# Río Maya
El río Maya (del ruso: Майя, Мая) es un largo río localizado en la Siberia Oriental en norte de Asia, uno de los principales afluentes del río Aldan, a su vez uno de los principales afluentes del curso medio del río Lena. Tiene una longitud de 1.053 km, un caudal medio de 1.200 m³/s y drena una cuenca de 172.000 km² (similar a países como Uruguay o Túnez).
Administrativamente, el río Maya discurre por el krai de Jabárovsk y la república de Saja de la Federación de Rusia.

## Geografía
El río nace en la meseta del Yudoma y Maya, inmediatamente al oeste de los montes Dzhugdzhur, a un centenar de kilómetros de distancia de la costa del mar de Ojotsk, en el Krai de Jabárovsk. Su curso sigue primero dirección sudoeste, paralelo a la costa oriental de Siberia hasta la latitud 57ºN, un tramo en el que pasa por las localidades de Novaia Baza, Kaval'kan, Orondoi y Nelkan, justo después de haber recibido por la derecha al río Totta. Luego, describe un corto arco en dirección oeste, en el que pasa por Antonova, Dzhigda y Maimakan, donde recibe por la izquierda, procedente del sur, a otro de sus principales afluentes, el homónimo río Maimakan (421 km).
Luego toma ya dirección norte, atravesando Tsipanda, D'iachkovskogo, Selenda, Dzhende, Berezinskaia, Seleia y Aim, donde recibe por la izquierda al río Chiian. Sigue por Kumaja, Akia, Bolshoi Kandik y Ust-Yudoma, donde recoge como su nombre indica (en ruso, boca del Yudoma) por la margen derecha las aguas de su principal afluente el río Yudoma (765 km). Entra en la confluencia de ambos ríos en la república de Saja y continua hacia el norte pasando por las localidades de Chaia, Ulukut, Ammosova, Nametar' y Ust-Maya (en ruso, boca del Maya) (3.165 habitantes en 2002) donde desagua finalmente por la derecha en el curso bajo del río Aldán.
El río está congelado de octubre a mayo y es navegable unos 500 km aguas arriba desde su desembocadura. El río provoca frecuentes inundaciones de mayo a septiembre.

### Afluentes
Sus principales afluentes son:
- por la derecha: Iotkan, Yudoma (765 km y una cuenca de 43.700 km²) y U-Yuriaj;
- por la izquierda: Totta, Tunum, Maimakan (421 km y una cuenca de 18.900 km²), Chiian y Chabda;

## Historia
A partir de la segunda mitad del siglo XVII, el valle del río fue una de las rutas de Moscú al mar de Ojostk.

## Hidrometría
El caudal del río se ha observado desde 1939, un largo periodo de 65 años (1935-99), en Tchabda, una pequeña localidad situada a 88 km de la confluencia con el Aldán.
En Tchabda, el caudal medio anual observado en ese período fue de 1.159 m³/s, con un área drenada de más o menos 165.000 km² (más del 96% del total de la cuenca del río, que es de 171.000 km²). La lámina de caudal anual en la cuenca es, por tanto, de 222 mm, que se puede considerar bastante alta. 
El caudal medio mensual observado en marzo (mínimo estiaje) fue de 54,0 m³/s, o menos de 1,5% del caudal medio en junio (3.882 m³/s), lo que pone de relieve la magnitud extremadamente importante de las variaciones estacionales. Las diferencias en el caudal mensual han sido aún más importantes en el período de observación de 65 años, ya que el caudal mínimo mensual fue de 24,2 m³/s (marzo de 1944), mientras que el máximo mensual fue de 8.900 m³/s (junio de 1956). 
Considerando sólo el periodo estival libre de hielo (de junio a septiembre inclusive), el caudal mínimo mensual observado fue 724 m³/s en septiembre de 1945, siendo un nivel por lo menos abundante. Los caudales mensuales de verano de menos de 750 m³/s fueron raros, incluso excepcionales. 
Caudal medio mensual del río Maya medido en la estación hidrométrica Tchabda (en m³/s)
(Datos calculados para el periodo 1935-99, 65 años)